# Przed metą
Przed metą (ang. Without Limits) – amerykański dramat biograficzny z 1998 roku w reżyserii Roberta Towne’a, opisujący losy amerykańskiego biegacza Steve’a Prefontaine’a. Zdjęcia kręcono w stanie Oregon (m.in. w Eugene) oraz w Los Angeles.

## Obsada
- Billy Crudup – Steve Prefontaine
- Judith Ivey – Barbara Bowerman
- Billy Burke – Kenny Moore
- Jeremy Sisto – Frank Shorter
- Gabriel Olds – Don Kardong
- Donald Sutherland – Bill Bowerman
- Matthew Lillard – Roscoe Devine
- Monica Potter – Mary Marckx